# Leppard-Gletscher
Der Leppard-Gletscher ist ein großer Talgletscher an der Oskar-II.-Küste des Grahamlands auf der Antarktischen Halbinsel. Er fließt in östlicher Richtung zum Scar Inlet, das er südlich des Ishmael Peak erreicht.
Sein Entdecker ist der australische Polarforscher Hubert Wilkins bei einem Überflug am 20. Dezember 1928. Der Gletscher wurde 1955 vom Falkland Islands Dependencies Survey (FIDS) kartiert. Wilkins hatte ihn ursprünglich als Crane Channel benannt im Glauben, dieser gehöre zum System des weiter nördlich gelegenen Crane-Gletschers. Das UK Antarctic Place-Names Committee hob diesen Irrtum auf und benannte den Gletscher 1957 nach dem britischen Geodäten Norman Arthur George Leppard (1932–1998), der an den Vermessungsarbeiten dieses Gebiets durch den FIDS beteiligt war.